# Aemilius Papinianus
Papinian, Aemilius Papinianus (ur. 142, zm. 212) – rzymski jurysta, symbol prawości i niezłomności zasad. Zwany księciem jurystów.

## Życiorys
Co do swego pochodzenia, dość powszechnie uznawany za Syryjczyka. Był uczniem Kwintusa Cerwidiusza Scewoli. Uchodził za jednego z najwybitniejszych prawników i teoretyków prawa rzymskiego. Służył jako doradca na dworze cesarza Septymiusza Sewera. W roku 205 został mianowany prefektem pretorianów. Po śmierci Septymiusza Sewera Papinian usiłował doprowadzić do zgody pomiędzy synami cesarza Karakallą i Getą. Jego wysiłki jednak nie powiodły się. W 212 roku Geta został zamordowany przez swojego brata. Papinian zmarł parę tygodni później ścięty toporem na Palatynie.
Uważa się, iż został skazany za śmierć za to, że nie chciał usprawiedliwić nowego cesarza przed senatem i ludem rzymskim z dokonanego bratobójstwa. Według tradycji, kiedy Karakalla zażądał od niego, by przeprowadził wywód prawniczy uzasadniający śmierć Gety, Papinian odpowiedział: morderstwa nie da się tak łatwo usprawiedliwić, jak łatwo go dokonać oraz czym innym jest mord, czym innym — oskarżenie niewinnie zabitego.
Do najważniejszych jego dzieł prawniczych należy 37 ksiąg Quaestiones (wyjaśnienia problemów prawnych) i 19 ksiąg Responsa (opinie prawne).
Zaliczony do 5 największych prawników w ustawie o cytowaniu autorytetów w sądzie z 426, przy czym w razie równości jego pogląd był decydujący.